# 中国人民解放军火箭军参谋部
中国人民解放军火箭军参谋部，位于北京市，是中国人民解放军火箭军机关职能部门。

## 沿革
1966年7月，中国人民解放军第二炮兵部队正式成立。机关设中国人民解放军第二炮兵司令部、中国人民解放军第二炮兵政治部、中国人民解放军第二炮兵后勤部。1975年12月增设中国人民解放军第二炮兵科技部（后改称技术装备部，1998年改设装备部）。
2015年12月，在深化国防和军队改革中，成立中国人民解放军火箭军。中国人民解放军火箭军设中国人民解放军火箭军参谋部。

## 机构设置
- 作战局
- 训练局
- 情报局
- 信息化局
- 部队管理局
- 规划和编制局
- 直属工作局
- 信息通信局

## 历任领导

### 中国人民解放军第二炮兵部队
| 参谋长 1. 严家安（1969年2月—8月，副司令员兼） 2. 牟立善（1969年8月—1975年8月） 3. 贺进恒（1975年8月—1980年7月，1979年1月起为副司令员兼） 4. 杨文亭（1980年7月—1985年7月） 5. 钱贵 少将（1985年7月—1990年4月） 6. 潘日源 少将（1990年4月—1993年12月） 7. 赵锡君 少将（1993年12月—1996年11月） 8. 葛东升 少将（1996年11月—1999年9月） 9. 靖志远 少将（1999年9月—2003年1月） 10. 赵书月 中将（2003年1月—12月，副司令员兼） 11. 于际训 少将（2003年12月—2006年8月） 12. 王久荣 少将（2006年8月—12月） 13. 魏凤和 少将（2006年12月—2010年12月） 14. 陆福恩 少将（2010年12月—2011年12月） 15. 高津 少将（2011年12月—2014年7月） 16. 陆福恩 中将（2014年7月—12月，副司令员兼） 17. 张军祥 少将（2014年12月—2015年12月） | 副参谋长 - 杜剑华（1968年11月—1970年12月） - 丛蓉滋（1969年12月—1972年4年5月） - 阎永让（1970年1月—1985年7月） - 陈秉德（1970年1月—1985年7月） - 张世盖（1971年5年18月—1980年7月） - 刘始明（1971年5年18月—1979月） - 郑惕（1975年6月—1982年11年15月） - 尚思光（1975年9月—1982年11月） - 栗前明 少将（1985年8月—1992年10月） - 赵锡君 少将（1990年6月—1993年4月） - 朱坤岭 少将（1994年8月—1999年7月） - 张永昌 少将（1993年7月—1999年12月） - 张翔 少将（1993年7月—2001年7月） - 董庆福 少将（1998年12月—2002年12月） - 杨书龙 少将（1999年7月—2000年4月） - 汪维勋 少将（2000年4月—2000年12月） - 于际训 少将（2001年7月—2003年12月） - 张余亭 少将（2002年7月—2006年8月） - 王本志 少将（2002年12月—2011年） - 戚庆伦 少将（？—？） - 包富红 少将（2003年6月—2004年4月） - 杨业功 少将（2004年4月—2004年7月） - 魏凤和 少将（2005年1月—2006年12月） - 王治民 少将（2006年12月—2009年12月） - 魏士河 少将（2007年1月—？） - 李宗徳 少将（？—？） - 葛矩昌 少将（2008年3月—？） - 杨智国 少将（？—？） - 高津 少将（2011年—2011年12月） - 李启胜 少将（2011年—？） - 康宏贵 少将（？—2015年12月） - 邵元明 少将（2013年—2015年12月） - 姜如国 少将（2015年—2015年12月） |

### 中国人民解放军火箭军
| 中国人民解放军火箭军参谋长 1. 张军祥 少将（2015年12月—2016年7月） 2. 李传广 中将（2016年7月—2017年） 3. 李军 少将（2017年—2020年） 4. 李玉超 上将（2020年—2022年） 5. 孙金明 中将（2022年—？） | 中国人民解放军火箭军副参谋长 - 邵元明 少将（2015年12月—2017年1月） - 康宏贵 少将（2015年12月—） - 姜如国 少将（2015年12月—） - 徐坤侠 少将（2017年—） |

中国人民解放军火箭军参谋长助理
- 王宏宇 大校（2016年—）[9]